# Geoffrey Kipkoech Rono
Geoffrey Kipkoech Rono (* 21. April 1987) ist ein kenianischer Mittelstreckenläufer.

## Leben
2005 wurde er Juniorenafrikameister über 800 und 1500 Meter. Im Jahr darauf wurde er über die letztere Distanz bei den Juniorenweltmeisterschaften 2006 in Peking Vierter.
Am 4. September 2009 war er Teil eines kenianischen Quartetts (William Biwott Tanui, Gideon Gathimba, Rono, Augustine Kiprono Choge), das in Brüssel mit 14:36,23 min den 32 Jahre alten Weltrekord der Deutschen Karl Fleschen, Thomas Wessinghage, Harald Hudak und Michael Lederer im 4-mal-1500-Meter-Staffellauf brach.

## Persönliche Bestzeiten
- 800 m: 1:45,13 min, 20. September 2008, Shanghai
- 1000 m: 2:15,97 min, 22. Juli 2008, Stockholm
- 1500 m: 3:32,55 min, 1. Juni 2008, Berlin